# Anthony Pérez
Anthony Joseph Perez Cortesia (Cumaná, Estado Sucre, Venezuela, 29 de septiembre de 1993) es un jugador de baloncesto venezolano que pertenece a la plantilla de Gladiadores de Anzoátegui de la SPB. Con 2,05 metros de estatura, juega en la posición de alero.

## Trayectoria

### Universidades
| Club            | País           | Clase     | Año         |
| --------------- | -------------- | --------- | ----------- |
| Ole Miss Rebels | Estados Unidos | Freshman  | 2012 - 2013 |
| Ole Miss Rebels | Estados Unidos | Sophomore | 2013 - 2014 |
| Ole Miss Rebels | Estados Unidos | Júnior    | 2014 - 2015 |
| Ole Miss Rebels | Estados Unidos | Sénior    | 2015 - 2016 |